# أبو الحارث منصور الساماني
أبو الحارث منصور الثاني كان أميرًا للسامانيين (997-999)، وهو ابن نوح الثاني.

## السيرة الذاتية
كان منصور الثاني لا يزال طفلًا عندما خلف والده أميرًا وقائدًا للسامانيين. تميز حكمه القصير بعدم قدرته على السيطرة على حكامه وقاداته. بعد فترة وجيزة من توليه السلطة، اندلعت ثورة، ودعا قادتها القراخانيين بقيادة نصر خان للتدخل. وقد فعل، لكنه هزم التمرد، واتصل بفائق، الذي كان آنذاك والي سمرقند لدى منصور. أرسل الخان فائق إلى العاصمة السامانية بخارى مع جيش. فر منصور، ولكن أُقنِع لاحقًا بالعودة، على الرغم من احتفاظ فائق بسلطته. بعد فترة من الوقت، خلع فائق وزير منصور البرغشي، ونفاه إلى جرجان.
وفي الوقت نفسه، أرسل المنصور القائد بكتوزون لاستعادة السيطرة على خراسان، التي سقطت مؤخرًا في حوزة الغزنويين. استطاعت الحملة السيطرة على نيسابور، لكن بكتوزون تعرض لهجوم من أبي القاسم السمجوري، حاكم كوهستان، في عام 998. أقنع فائق أبو القاسم بالهجوم؛ وقد كان الأخير يخشى قوة بكتوزون. انتصر بكتوزون، لكنه عقد السلام مع أبي القاسم وعاد إلى بخارى. ثم تحالف القائد بكتوزون وفائق مع بعضهما البعض من أجل إيقاف زحف محمود الغزنوي، الذي أراد كل خراسان لنفسه. بكتوزون وفائق خشيا أن يخونهما منصور الساماني ويصطف مع محمود الغزنوي، فخلعاه وأعمياه في عام 999. ثم عينا شقيق منصور الأصغر عبد الملك الثاني الساماني [الإنجليزية] أميرًا للدولة.